# Lappvikens sjukhus

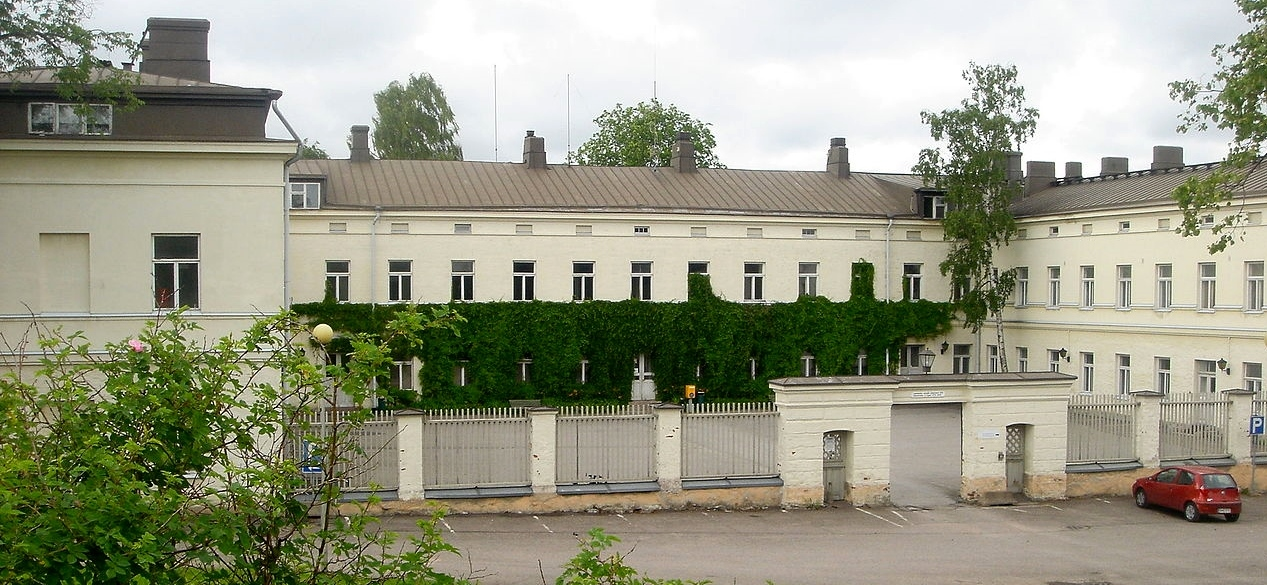
Lappvikens sjukhus.

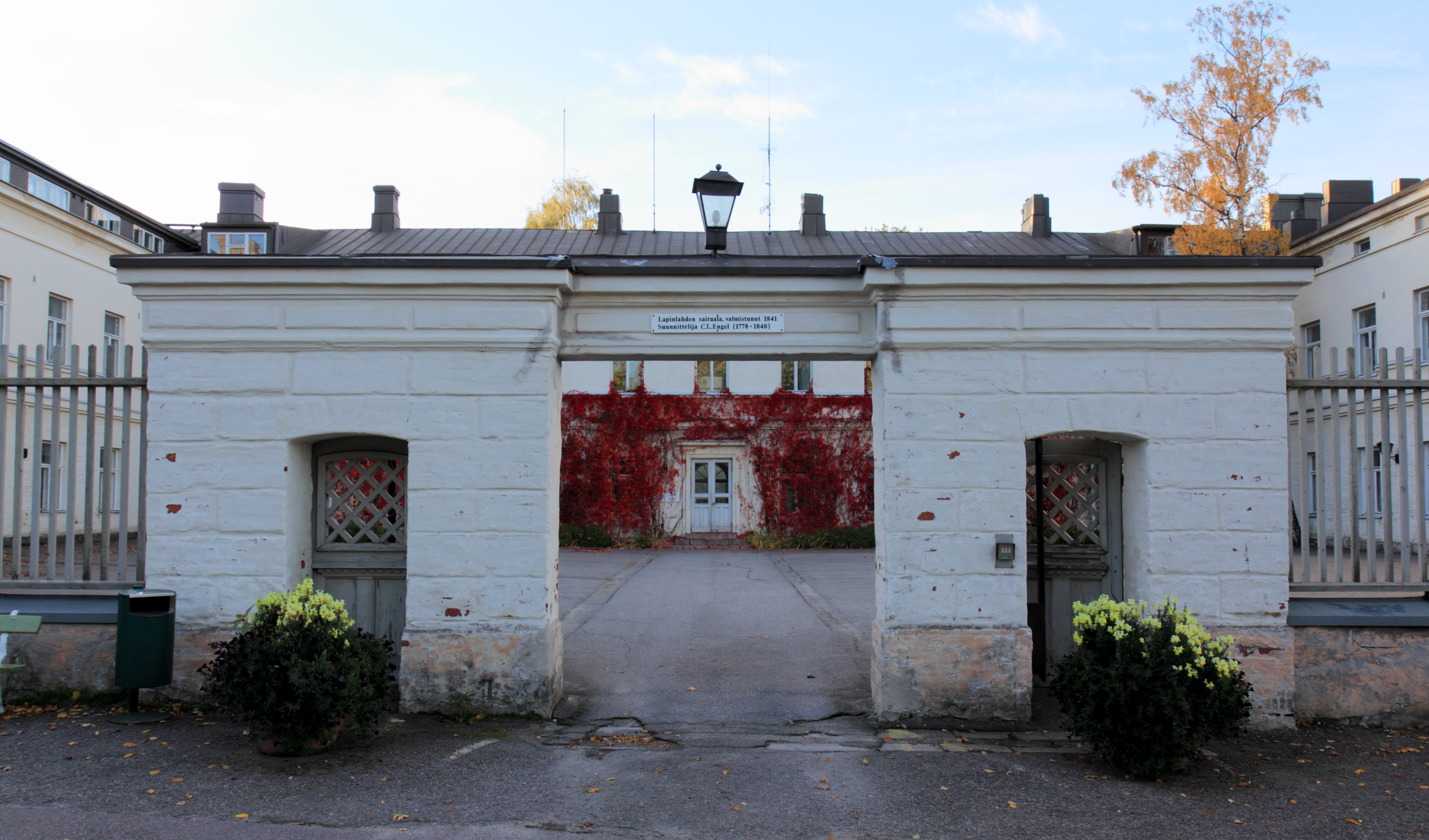
Entrén.

Lappvikens sjukhus byggdes på 1830-talet i Helsingfors som Finlands första mentalsjukhus. Byggnaden togs i bruk 1841. Platsen valdes noga ut och sjukhuset befinner sig i ett naturskönt område.
Byggnaderna ritades av Carl Ludvig Engel. Mentalsjukhusverksamheten avslutades 2008. Sedan 2014 driver aktörer inom tredje sektorn ett öppet centrum för psykiskt välbefinnande,i byggnaderna under namnet Lappvikens Källa. Byggnaderna ägs av Helsingfors stad, som har haft planer på att avyttra en majoritetsandel i byggnaderna till fastighetsinvesterare, vilket områdets nuvarande nyttjare motsätter sig. Ett slutligt beslut i frågan har ännu inte fattats. Under 2023 bildades en stiftelse under namnet Stiftelsen Lappviken för att tillvaratas områdets natur- och kulturhistoriska värden. Den har också syftet att stödja arbetet för psykisk hälsa i Finland.